# Clive Burr
Clive Burr, född 8 mars 1957 i East Ham i London, död 12 mars 2013 i London, var en brittisk rockmusiker och Iron Maidens fjärde trummis. Han hade tidigare spelat i bandet Samson. Han blev medlem i bandet 1979, samtidigt som gitarristen Dennis Stratton. Clive Burr spelade trummor på Iron Maidens tre första album: Iron Maiden, Killers och The Number of the Beast. 1982 fick Clive sparken från Iron Maiden på grund av det hårda turnélivet men även på grund av personliga problem. Han ersattes av bandets nuvarande trummis, Nicko McBrain. Clive Burr skrev två låtar med Iron Maiden: "Gangland" och "Total Eclipse".

## Biografi
Efter uppbrottet från Iron Maiden spelade han under en tid i det franska bandet Trust, vilket var bandet som Nicko McBrain spelade i innan han ersatte Clive Burr i Iron Maiden. Han spelade också i den kortlivade NWOBHM-gruppen Gogmagog, där bland annat Paul Di'Anno och Janick Gers spelade. Han har också spelat i en grupp känd som Clive Burr's Escape, som senare bytte namn till Stratus, och som splittrades efter bara ett albumsläpp. Under 1990-talet spelade han kortvarigt i bland andra Elixir och Praying Mantis, men han blev aldrig en permanent medlem i något av dessa band. 
Burr drabbades i slutet av sitt liv av sjukdomen multipel skleros. När Iron Maiden fick höra talas om detta startade de en fond åt honom, "Clive Burr MS Trust Fund". De höll även en välgörenhetskonsert åt fonden under 2005. Den 12 mars 2013 avled Clive Burr i sömnen i sitt eget hem, 56 år gammal.
Burr signerade trumset kan ses i London på Hard Rock Cafe. Det donerades dit 2005.